# カリフォルニア・ポリテクニック州立大学サンルイスオビスポ校
カリフォルニア・ポリテクニック州立大学サンルイスオビスポ校（カリフォルニアポリテクニックしゅうりつだいがくサンルイスオビスポこう、California Polytechnic State University, San Luis Obispo）は、カリフォルニア州サンルイスオビスポにある公立大学。

## 著名な出身者

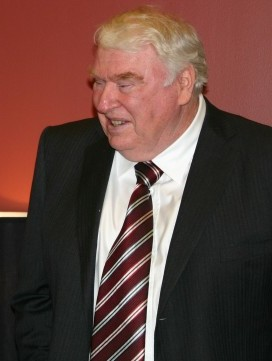
ジョン・マッデン
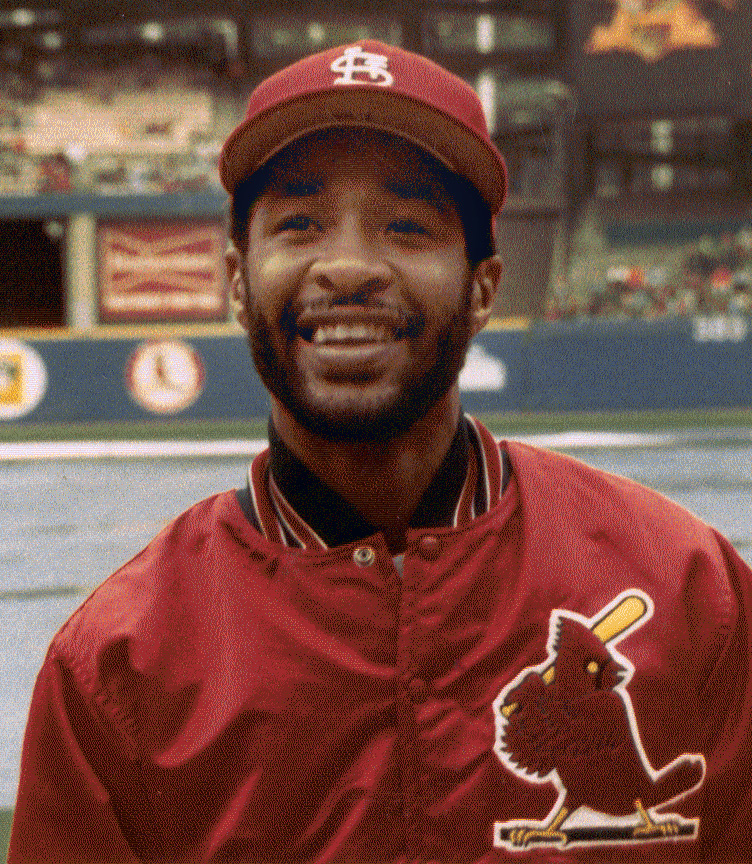
オジー・スミス
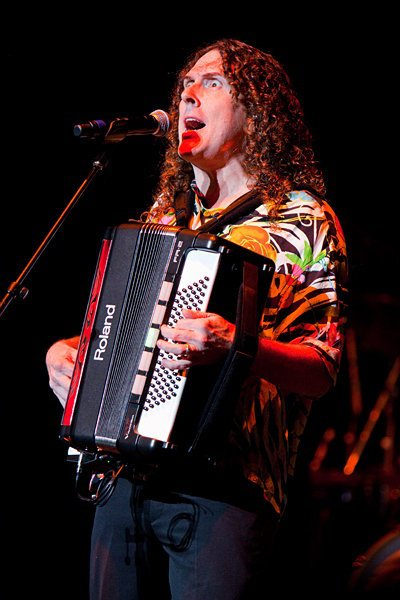
アル・ヤンコビック

- グレゴリー・シャミトフ[5]
- ジョン・マッデン、プロフットボール殿堂
- デイビッド・ヌワバ
- バート・ルータン
- オジー・スミス、アメリカ野球殿堂
- フレドリック・スターカウ[5]
- アル・ヤンコビック